# Монастир Mater Ecclesiae
Монастир Mater Ecclesiae («Матір Церкви») — жіночий монастир у Ватикані (1994–2012), резиденція папи-емерита Бенедикта XVI у 2013–2022 роках.

## Історія
Монастир, названий на честь католицького титулу Діви Марії, розташований на Ватиканському пагорбі всередині Ватиканських садів і біля фонтану Аквілон. Будівля була побудована в період між 1992 і 1994 роками на місці адміністративної будівлі поліції Ватикану. Будівлі монастиря включені у Леонінську стіну. Будинок розділений на дві частини: західну каплицю (два поверхи в формі прямокутника) і східні общинні кімнати та чернечі келії (прямокутної форми, і на стороні фонтану Аквілон, у чотири поверхи). Поруч з монастирем знаходиться сад і город.
Монастир Mater Ecclesiae був спеціально заснований папою римським Іваном Павлом II, щоб на території Ватикану була спільнота сестер монахинь для молитовної опіки над Папою і церквою. Окрім молитви, черниці присилали овочі зі свого маленького саду до столу Папи і створювали декоративні деталі для його богослужебного одягу. Першими в 1994 році в монастирі проживали черниці клариски. Після того кожні п'ять років у монастир приходили черниці іншого чернечого ордену. І так продовжувалось до 2012 року, коли почались ремонтні роботи. Після їх завершення, у 2013 році монастир став резиденцією папи Бенедикта XVI, який зрікся свого престолу.

## Черниці, які проживали у монастирі
Черниці наступних релігійних орденів проживали в монастирі:
- Клариски (1994–1999);
- Кармелітки босі (1999–2004);
- Бенедиктинки (2004–2009);
- Візитантки (2009–2012).

## Резиденція Бенедикта XVI

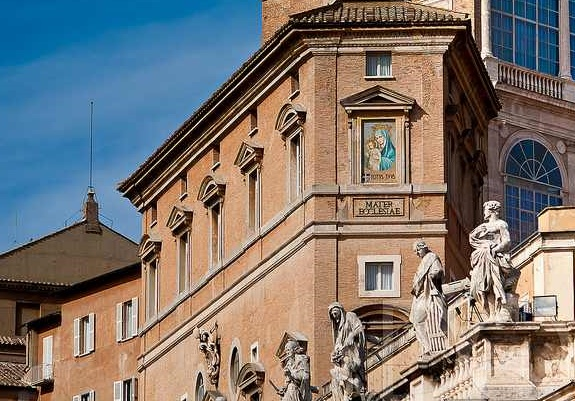
Монастир Mater Ecclesiae

27 лютого 2013 року було оголошено, що монастир буде служити резиденцією папи Бенедикта XVI після його відставки, як тільки буде проведена реставрація і модернізація та будуть закінчені будівельні роботи.
Папа римський на спокої Бенедикт XVI переїхав до монастиря 2 травня 2013 року і тут упокоївся 31 грудня 2022 року. Разом з ним тут проживали його особистий секретар Ґеорґ Ґеншвайн і четверо осіб, які допомагали у побутових справах.
Папа-емерит весь час проводив у монастирі та залишав свою резиденцію тільки на прохання Папи Франциска. Бенедикт XVI упокоївся в монастирі Mater Ecclesiae 31 грудня 2022 року.